# Praia Preta
Praia Preta é uma praia do litoral norte de São Paulo em São Sebastião. Localiza-se entre as praias de Juqueí e da Barra do Saí, a 47 km de Bertioga, 47 km do centro de São Sebastião e 156 km de São Paulo
A areia é predominantemente escura e firme e as águas são transparentes e calmas. Por isso é propícia à prática de mergulho, a passeios de barco e ao abrigo de embarcações. O local é selvagem, sem nenhum tipo de estrutura turística [carece de fontes?]. O Morro da Prainha, a poucos metros da praia, permite avistar toda a região.